# Finn Wolfhard
Finn Wolfhard (Vancouver, 23 december 2002) is een Canadees acteur en muzikant, die vooral bekend is door zijn rol als Mike Wheeler in de televisieserie Stranger Things van Netflix en in de films It en It Chapter Two als Richie Tozier.

## Jonge jaren
Wolfhard is van Franse, Duitse en Joodse afkomst. Zijn vader Eric Wolfhard is een scenarioschrijver. Zijn oudere broer Nick is stemacteur. 

## Carrière
Wolfhard kreeg zijn eerste acteerbaan van Craigslist (advertentiewebsite in de VSA). Hij maakte zijn televisiedebuut in de televisieserie The 100 als Zoran, en later als Jordie Pinsky in de televisieserie Supernatural. In het jaar 2016 werd hij bekend door zijn rol in de Netflix-serie Stranger Things als het hoofdpersonage Mike Wheeler. Die rol leverde hem en zijn tegenspelers een SAG-award (Screen Actors Guild Awards) als onderdeel van de cast voor opmerkelijke presentaties door een ensemble in een dramaserie. Finn werd ook gecast als de rol van Richie Tozier in de speelfilm van Stephen King genaamd It. Hij is ook bekend om zijn verschijningen in de muziekvideo's van de Canadese punkrockband PUP getiteld: Guilt Trip (2014) en Sleep In The Heat (2016). Ook verscheen hij in de videoclip van het nummer 'Sonora' van Spendtime Palace (2017). Hij speelt ook mee in de videoclip van Take On Me (2019) van de rockband Weezer. In de film The Goldfinch uit 2019, vertolkt hij de rol van Boris. Wolfhard speelt een van de hoofdrollen in Ghostbusters: Afterlife (2021), een reboot van de klassieke film uit de jaren 80.

## Muziek
Naast acteur is Wolfhard ook een muzikant. Hij was de zanger en gitarist van de band genaamd Calpurnia. Zij tekenden in november 2017 bij Royal Mountain Records. Ze hebben 9 november 2019 bekendgemaakt dat ze stoppen.
Sinds september 2019 vormt Finn een band met Malcolm Craig, waarmee hij eerder ook in Calpurnia zat. Zijn nieuwe band heet The Aubreys. Ze maakten hun debuutsingle voor de film The Turning, waar Wolfhard een van de hoofdrollen in speelt.

## Rollen

### Films
| Jaar | Titel                       | Rol                 | Notities         |
| ---- | --------------------------- | ------------------- | ---------------- |
| 2013 | Aftermath                   | Young Charles       | Independent film |
| 2013 | The Resurrection            |                     | Independent film |
| 2017 | It                          | Richie Tozier       |                  |
| 2018 | Dog Days                    | Tyler               |                  |
| 2019 | It Chapter Two              | Jonge Richie Tozier |                  |
| 2019 | The Goldfinch               | Young Boris         |                  |
| 2019 | The Addams Family           | Pugsley Addams      | stem             |
| 2020 | The Turning                 | Miles Fairchild     |                  |
| 2021 | Ghostbusters: Afterlife     | Trevor Spengler     |                  |
| 2022 | Pinocchio                   | Candlewick          | stem             |
| 2024 | Ghostbusters: Frozen Empire | Trevor Spengler     |                  |

### Televisie
| Jaar       | Titel              | Rol           | Opmerkingen                        |
| ---------- | ------------------ | ------------- | ---------------------------------- |
| 2014       | The 100            | Zoran         | Aflevering: "Many Happy Returns"   |
| 2015       | Supernatural       | Jordie Pinsky | Aflevering: "Thin Lizzie"          |
| 2016–heden | Stranger Things    | Mike Wheeler  | Hoofdrol; alle 4 seizoenen         |
| 2017       | Young Math Legends | Young Gauss   | Animated shorts by Flatland on VHX |
| 2019       | Carmen Sandiego    | Player        | Animated Series on Netflix         |

## Prijzen en nominaties
| Jaar | Prijs                      | Categorie                                                | Werk            | Resultaat   | Referenties |
| ---- | -------------------------- | -------------------------------------------------------- | --------------- | ----------- | ----------- |
| 2017 | Screen Actors Guild Awards | Outstanding Performance by an Ensemble in a Drama Series | Stranger Things | Gewonnen    | [ 2 ]       |
| 2017 | Teen Choice Awards         | Choice Breakout TV Star                                  | Stranger Things | Genomineerd | [ 3 ]       |
| 2018 | Screen Actors Guild Awards | Outstanding Performance by an Ensemble in a Drama Series | Stranger Things | Genomineerd | [ 4 ]       |